# True Romance (film din 2004)
True Romance este un film românesc din 2004 regizat de Alex Mironescu. Rolurile principale au fost interpretate de actorii Eduard Boț, Marta Mărghidanu, Alexandru Bordea.

## Distribuție
Distribuția filmului este alcătuită din:
- Alexandru Bordea
- Marta Mărghidanu
- Eduard Boț